# Височанський Василь Степанович
Васи́ль Степа́нович Височа́нський (нар. 1 жовтня 1946, с. Путятинці Рогатинський район Станіславська область —  28 травня 2024) — перший проректор Львівського Національного Університету імені Івана Франка (до вересня 2019 року), кандидат фізико-математичних наук (1976), професор кафедри програмування факультету прикладної математики та інформатики (2004). Протягом 2007—2010 рр., 2014 р. виконував обов'язки ректора Львівського університету.

## Біографія
Народився 1 жовтня 1946 року в селі Путятинці Рогатинського району Станіславівської області (нині Івано-Франківської області) в селянській родині. У 1961 році він закінчив восьмирічну школу в рідному селі, згодом продовжив освіту у середній школі № 1 міста Рогатина. У 1964—1969 роках навчався на механіко-математичному факультеті Львівського державного університету.

## Кар'єра
З 1969—1977 року в працює у Львові в Інституті теоретичної фізики АН УРСР у відділі статистичної теорії конденсованих систем: старший інженер (1969), молодший науковий співробітник (1971).
У 1976 році захистив дисертацію «Дослідження бінарних функцій розподілу змішаних іонно-дипольних систем» на здобуття ступеня кандидата фізико-математичних наук.
З 1977 року працює у Львівському національному університеті імені Івана Франка.
1977—1979 роки — асистент, 1979—1989 роки — доцент кафедри обчислювальної математики.
1989 року Василь Височанський бере активну участь у створенні нової кафедри — програмування, у 1989—1999 роках — її доцент і завідувач, з 2004 року — професор.
З 1993 року — проректор з навчальної роботи, перший проректор Львівського університету.
У 2007—2010 роках, 2014 року — виконувач обов'язків ректора.

## Наукова діяльність
Наукові дослідження стосуються розроблення програмового та методичного забезпечення курсів інформатики для навчальних закладів. З використанням ЕОМ обчислено групові інтеґрали, побудовано криві функцій розподілу частинок різних сортів у плинних системах.

## Нагороди
- «Відмінник народної освіти» (1991 р.);
- Почесні грамоти Львівської обласної державної адміністрації (2001 і 2006 рр.);
- Орден «За заслуги» ІІІ ступеня (29 вересня 2006 р.)[4];
- «Заслужений працівник освіти України» (2017 рік)[5];

## Публікації
Автор понад 60 наукових праць.
1. Юхновський І. Р., Головко М. Ф., Височанський В. С. Дослідження бінарних функцій розподілу змішаних інно-дипольних систем, записаних у вигляді експоненти від потенціалу середньої сили. — УФЖ, 22, № 8, 1328—1333 (1977).
2. Височанський В. С., Кардаш А. І., Костів О. В., Черняхівський В. В. Елементи інформатики (За редакцією канд. фіз.-мат. наук А. І. Кардаша). — Львів: Світ, 1990.
3. Височанський В. Про віртуальне середовище для онлайн-навчання / В. Височанський, Л. Клакович, П. Кущак, А. Музичук // Фізико-математичне моделювання та інформаційні технології. — 2010. — Вип. 11. — С. 49-55. [Архівовано 19 квітня 2017 у Wayback Machine.]
4. Бази даних та системи керування базами даних: Текст лекцій / Височанський В. С.; Михайло Дмитрович Коркуна; Оксана Василівна Костів.